# Селва Инфериоре (Алесандрија)
Селва Инфериоре је насеље у Италији у округу Алесандрија, региону Пијемонт.
Према процени из 2011. у насељу је живело 28 становника. Насеље се налази на надморској висини од 329 м.